# Flühli
Flühli es una comuna suiza del cantón de Lucerna, situada en el distrito de Entlebuch. Limita al norte con las comunas de Schüpfheim y Hasle, al este con Giswil (OW) y Sarnen (OW), al sur con Schwanden bei Brienz (BE), Brienz (BE) y Oberried am Brienzersee (BE), y al oeste con Habkern (BE), Marbach y Escholzmatt.
Flühli es la comuna más grande del cantón de Lucerna. 

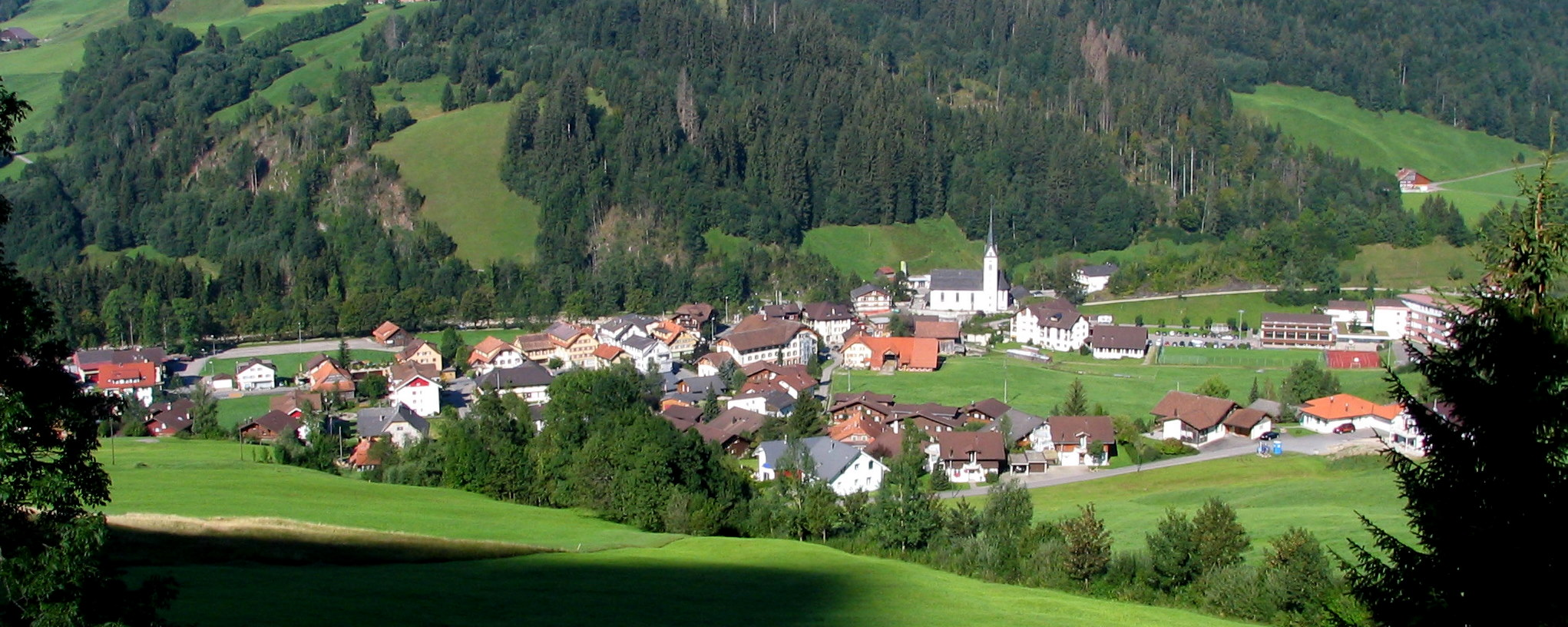
Flühli.

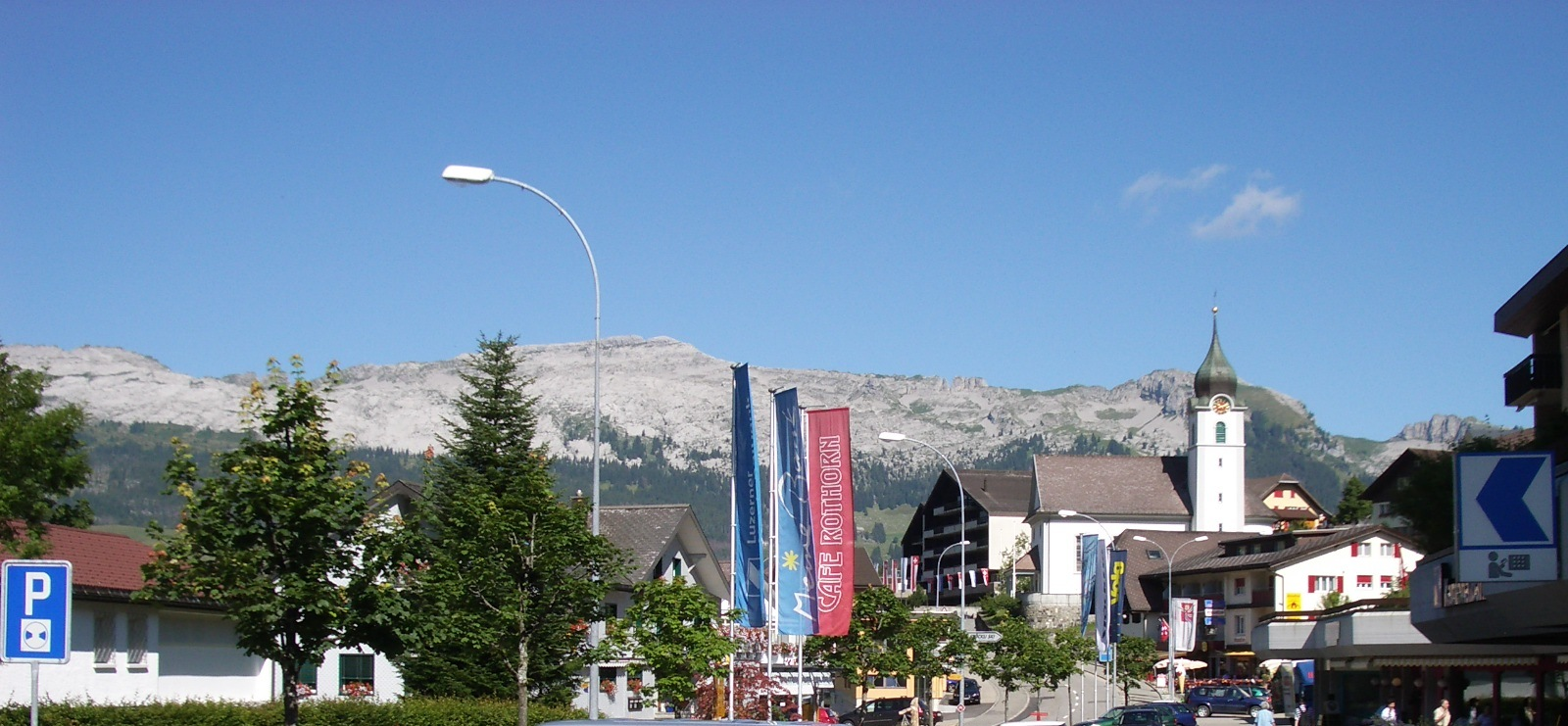
Sörenberg.